# Lethe anthedon

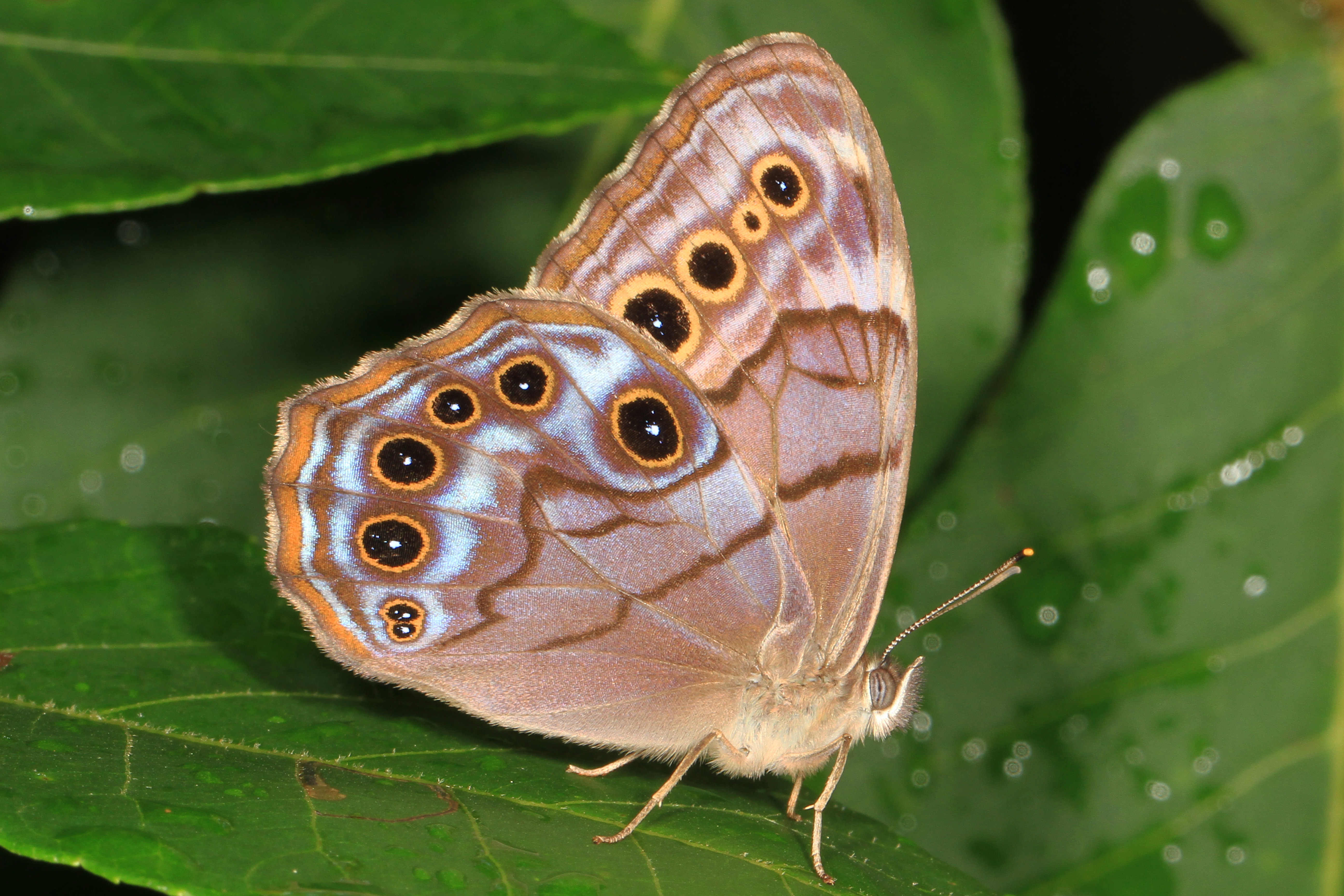
Lethe anthedon

Lethe anthedon é uma espécie de alpino, ártico, ninfas e sátiros da família Nymphalidae. Ele é encontrado na América do Norte.
O número de MONA ou Hodges para Lethe anthedon é 4568,1.
Para mais imagens de Lethe (Enodia) Anthedon, para mais referências, e para obter informações planta hospedeira (gramíneas e ciperáceas carex), consultar Enodia Anthedon (Enodia = nome antigo do gênero).

## Subespécies
- Lethe anthedon anthedon (A. Clark, 1936)
- Lethe anthedon borealis (A. Clark, 1936)